# داينتوا
الداينتوا ((باليونانية: δυνατοί), "القوي") كان مصطلحًا قانونيًا في الإمبراطورية البيزنطية تم استُخدامه في القرن العاشر، وهو يشير إلى المستويات العليا من الرسميات المدنية والعسكرية والكنسية (بما في ذلك الرهبانية)، الذين عادةً ما كانوا، ولكن ليس دائمًا، يملكون أيضًا ثروات كبيرة وممتلكات وأراضي. على الرغم من أن هذه المنصب لم تكن عادة وراثية، إلا أنها في أواخر القرن العاشر وأوائل القرن الحادي عشر بدأت في الاحتكار من قبل عدد محدود من العائلات التي شكلت في منتصف القرن الحادي عشر طبقة أرستقراطية وراثية.